# Sena Irie
Sena Irie (Japans: 入江 聖奈, Irie Sena) (Yonago, 9 oktober 2000) is een voormalig bokser uit Japan. Zij werd olympisch kampioen in de vedergewichtklasse op de Olympische Spelen van 2020. Ook won zij zilver op het Aziatisch kampioenschap boksen in 2022.

## Erelijst

### Olympische Spelen
- 2020 in Tokio, Japan (–57 kg)

### Aziatische kampioenschappen
- 2022 in Amman, Jordanië (–57 kg)

2020: Sena Irie ·
2024: Lin Yu-ting